# Острів Шкота
О́стрів Шко́та (рос. Остров Шкота) — невеликий острів в затоці Петра Великого Японського моря. Знаходиться за 170 м на південний схід від острова Руського. Адміністративно належить до Фрунзенського району Владивостока Приморського краю Росії.

## Географія

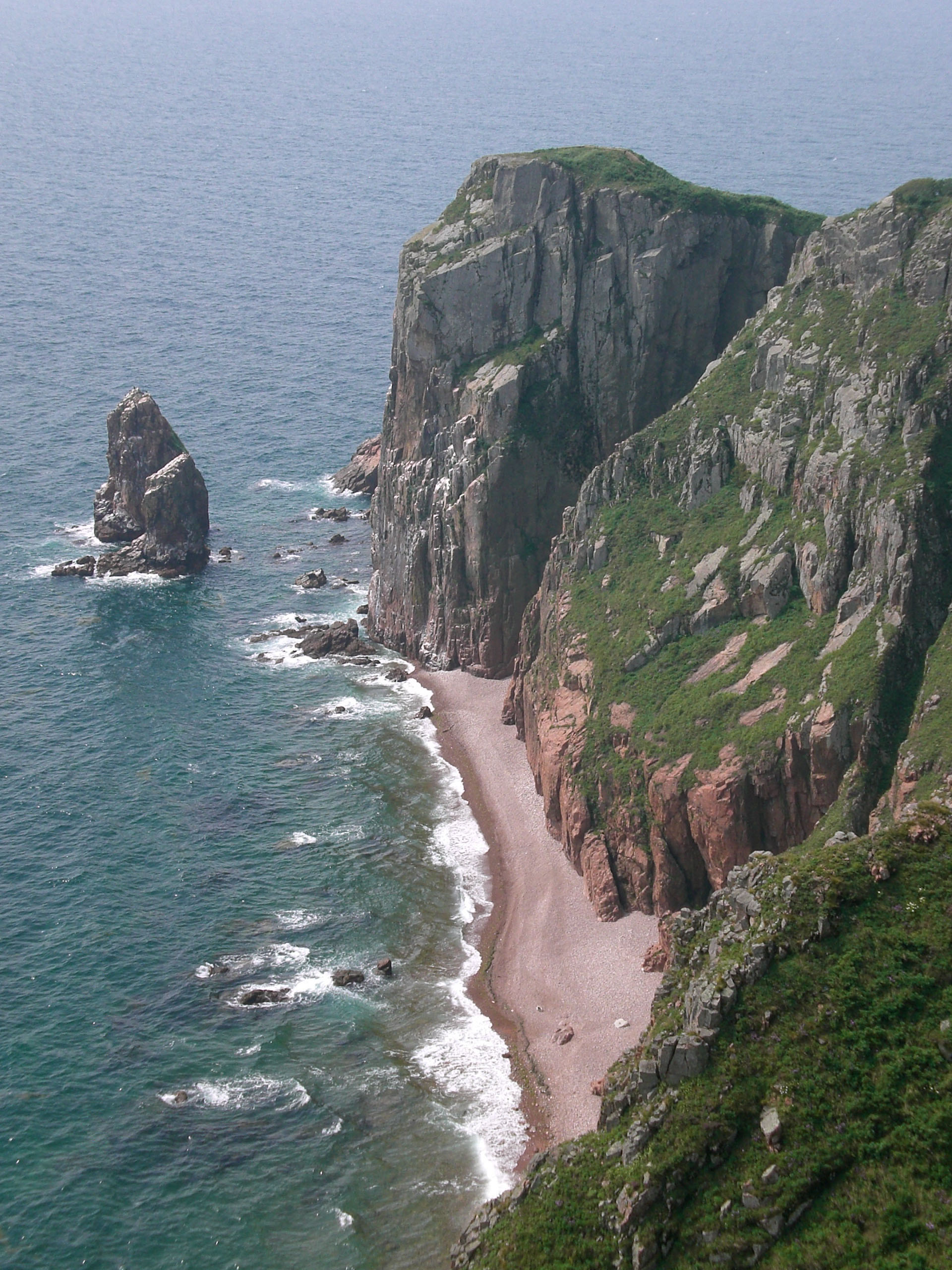
Мис Маячний

Острів компактної форми, з Руським з'єднується гальковою косою, яка частіше буває розмитою, але по ній легко дістатись острова вбрід. Рельєф гористий, південно-східна частина піднята більше. Обернені на північ схили полого спускаються до берега бухт Пограничної та Новий Джигіт.
Острів вкритий широколистими лісами, у верхніх частинах схилів знаходяться луки, на крайній півночі — пустирі. На північному заході протікає невеликий струмок, який впадає до найбільшої бухти острова Дотової. На східному узбережжі є прісноводне джерело. Через весь острів до мису Маячного проходить ґрунтова дорога.

## Історія
Острів названий на честь капітана-лейтенанта корвета «Америка» Миколи Шкота.